# Stac Pollaidh
Stac Pollaidh (Schots-Gaelisch: piek van turfmos) is een berg in het noordwesten van Sutherland, Schotse Hooglanden met een hoogte van 612 meter. Soms wordt ook de naam Stac Polly gegeven aan de berg.
De berg is een rotsige kam die bestaat uit Torridonian-zandsteen. De top is tegenover andere bergen die bestaan uit hetzelfde gesteente veel meer geërodeerd, vermoedelijk omdat de berg tijdens de laatste ijstijd niet was bedekt met een laag ijs.
Door zijn relatief kleine hoogte en omdat hij makkelijk te beklimmen is, is de berg zeer populair. Hierdoor is het pad naar de top sterk geërodeerd. Dit heeft ertoe geleid dat Scottish Natural Heritage een groter pad heeft aangelegd.
De beklimming van Stac Pollaidh kan worden gedaan in minder dan 3 uur. De beklimming start van een parkeerplaats bij Loch Lurgainn. Van hier leidt een pad naar de voet van de berg. Na ongeveer 200 meter is er een splitsing van het pad, beide leiden naar de voet van de berg maar langs een andere kant. Aan de voet van de berg start een korte steile klim naar de top van de kam. Van hier is het nog 300 meter naar het westen om de top te bereiken.
Op de top van de bergkam zijn verschillende indrukwekkende zandsteen-pilaren, en heeft men een mooi uitzicht op de omgeving, waaronder de naburige bergen zoals de Suilven, Cùl Beag en Cùl Mòr.
In 2004 was er opschudding omdat er plannen waren om een GSM-mast op de top van de berg te plaatsen, maar dit is uiteindelijk niet doorgegaan.